# Mackenzie Davis
Mackenzie Davis (sinh ngày 1 tháng 4 năm 1987) là nữ diễn viên người Canada. Cô từng tham gia trong các phim điện ảnh như Smashed, Breathe In, That Awkward Moment, The Martian, Blade Runner 2049 và The F Word.

## Thời thơ ấu
Davis sinh ra tại Vancouver, British Columbia. Mẹ cô, bà Lotte, là một nhà thiết kế đồ họa người Nam Phi, cha cô, ông John Davis, là thợ làm tóc người Liverpool, Anh Quốc.
Cô tốt nghiệp Trung học Collingwood ở West Vancouver năm 2005, sau đó cô theo học Đại học McGill ở Montreal, Quebec.

## Danh sách phim

### Truyền hình
| Năm       | Tên                       | Vai                    | Ghi chú                  |
| --------- | ------------------------- | ---------------------- | ------------------------ |
| 2012      | I Just Want My Pants Back | Lucie                  | Tập: "Safety Nets"       |
| 2014–2017 | Halt and Catch Fire       | Cameron Howe           | Vai chính, 40 tập        |
| 2016      | Black Mirror              | Yorkie                 | Tập: "San Junipero"      |
| 2017      | No Activity               | Patricia/"Pat the Rat" | Tập: "The Metric System" |
| 2020      | Station Eleven            | Kirsten                | Vai chính                |

### Điện ảnh
| Năm  | Tên phim          | Vai diễn      | Ghi chú |
| ---- | ----------------- | ------------- | ------- |
| 2024 | Không nói điều dữ | Louise Dalton |         |